# 番茄
茄是茄科茄屬的一種植物。番茄原产于中美洲和南美洲，现作为食用蔬果已被全球广泛种植，同時具醫療效用，是茄科开花植物的模型生物之一。

## 名称

### 書面語及寫法
在漢語中，“番茄”为書面語，“蕃茄”为异体字写法。中国大陆統一使用“番茄”的寫法；在其他地區，“蕃茄”與“番茄”皆被日常使用。
在中國大陸，由於北方漢語的影響，番茄常被稱為“西紅柿”，意即“西方來的紅色柿子”，但僅是因为其外形像柿子，而非現代科學的分類。而部分地区在口語上將番茄稱為「洋柿子」，或進一步简称“柿子”。
番茄一詞字面上可解釋為「外來的茄子」，“番”這個字源自其「外来」之义，同番石榴、番麥等，但亦作草字头的“蕃”。

### 漢語族
在澳門，以前澳門人會將番茄稱作“大孖地”。台灣閩南語中，多以日語トマト（tomato）或“柑仔蜜”（kam-á-bi̍t）稱呼番茄。少數北部人將番茄稱作“臭柿仔”（tshàu-khī-á）。
在閩南（福建泉州、廈門等地，包括金門）一帶，將番茄稱作“柑仔得”。與“柑仔蜜”同樣源自菲律賓語言中的Kamatis。

### 英语词源
番茄的英语单词源自西班牙语，西班牙语词源于納瓦特爾語词[ˈtomat͡ɬ]。该词最早出现于1595年。
墨西哥原生的酸漿果（“tomatillo”）在納瓦特爾語语中叫作，意思是“肥胖的水”或“肥胖的东西”。当阿兹特克人开始种植这种大一些的红色的安第斯山脉果实时，他们叫这些新的品种为“xitomatl”（或“jitomates”）（發音：[ʃiːˈtomatɬ]），（“有肚脐的丰满的东西”或“有肚脐的肥胖的水”）。当西班牙人征服特諾奇提特蘭后，他们使用名字“tomate”将其（“jitomates”）输送到世界其它地方，所以许多语言使用与“tomato”（“tomate”）类似形式的词汇来指代红色的番茄，而不是绿色的“tomatillo”。 该词最早出现于1595年。

### 学名及争议
生物学二名法中，在1753年林奈氏 的書「植物種志」（Species Plantarum）中，番茄拉丁語被解釋為「wolfpeach」，其中狼來自lyco，而桃子來自persicum。現今仍把野生未馴化的番茄稱為狼桃，如日本高知縣四萬十川的農特產即為狼桃。
其种的名称“lycopersicum”意思是“狼桃”，源自日耳曼狼人传说。传说中，巫师和巫婆在药水中使用颠茄把他们自己变成狼人，番茄是一种近似的但是大一些的果实，所以当番茄来到欧洲的时侯被叫作“狼桃”。
然而，番茄的学名在历史上曾经多次更动。现在的学名Solanum lycopersicum是林奈所起，但1768年，菲利普·米勒认为番茄应当自成一属，定名Lycopersicon esculentum。虽然这个名称侵犯了林奈的命名权，但其使用颇为广泛，更于1983年成为保留名称，而且在部分分类法中，若马铃薯和番茄不在同一属，则番茄用此学名。近年来的分子生物学证据表明，正如林奈当年的做法，番茄和马铃薯分为同一属是正确的。

## 历史
番茄原产于中美洲，最早的栽培记录至少可以追溯到公元前500年。西班牙传教士德萨阿贡详细记载了阿兹特克帝国首都特诺奇蒂特兰（今墨西哥城）市场上售卖各种番茄及制品的盛况。埃尔南·科尔特斯则是第一个将番茄带回欧洲大陆的人。最早关于食用番茄的记载则来自意大利医师马蒂奥利（Pietro Andrea Mattioli），他在1544年称番茄可以像茄子一样切开后用油炒制，佐以盐和胡椒食用。当时正值西班牙殖民高峰期，故番茄亦随着西班牙人的脚步传到了加勒比海和菲律宾，并在16世纪中后期进入中国。
在英國，最早由醫生約翰·傑勒德在16世紀90年代種植番茄。由于番茄属于茄科，他便认为番茄有毒，这一看法在英国和北美殖民地广为传播，一直到18世纪中叶才得以澄清。到19世纪，番茄已经成为英国街头随处可见的蔬菜。
在北美殖民地，番茄最早种植于1710年，但并不广泛。
值得一提的是，虽然番茄在植物学上是果实，但美國最高法院在尼克斯訴赫登案中將番茄歸類為蔬菜而並非水果（水果和果實的英文都是fruit），因番茄大多用于主菜而非甜点故。

## 形态
一年生草本，通常分为：普通、樱桃、大叶、梨形、直立番茄五变种。按植株分有限生长和无限生长两类型。
半蔓形或半直立的茎，密被腺毛，散发特殊气味，叶片为羽状复叶深裂；总状或聚伞花序，黄色花；扁圆、圆或樱桃形浆果，红、黄或粉红色；灰黄色肾形种子，有毛茸。
番茄肉质多汁液。

## 品种
番茄的品种众多。多数品种的果实是红色的，也有一些是橙、黄、绿、紫、粉红、白色，甚至还有带彩色条纹的番茄。小到樱桃小番茄，大到直径有十几公分的牛排番茄。

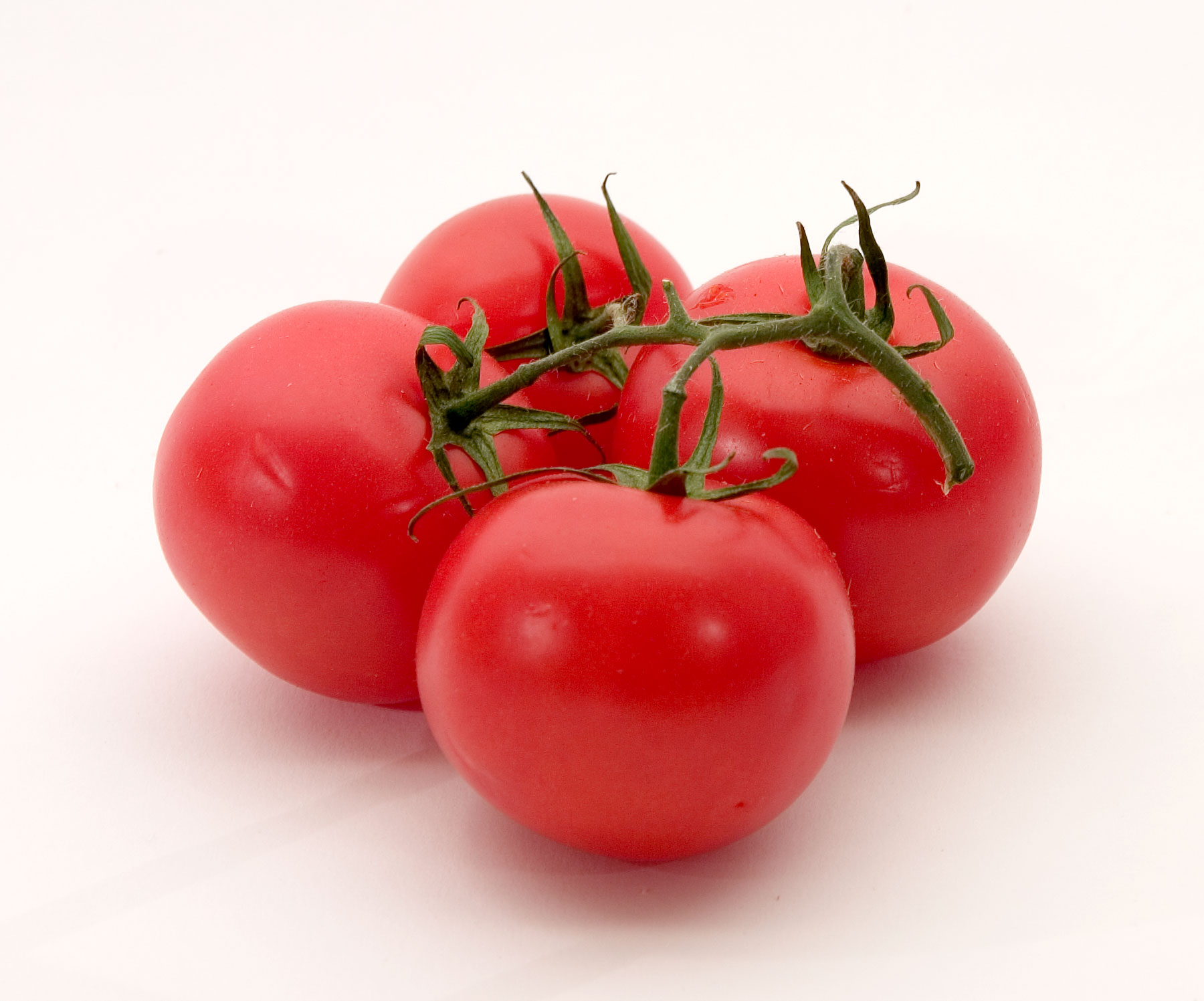
新鮮的番茄

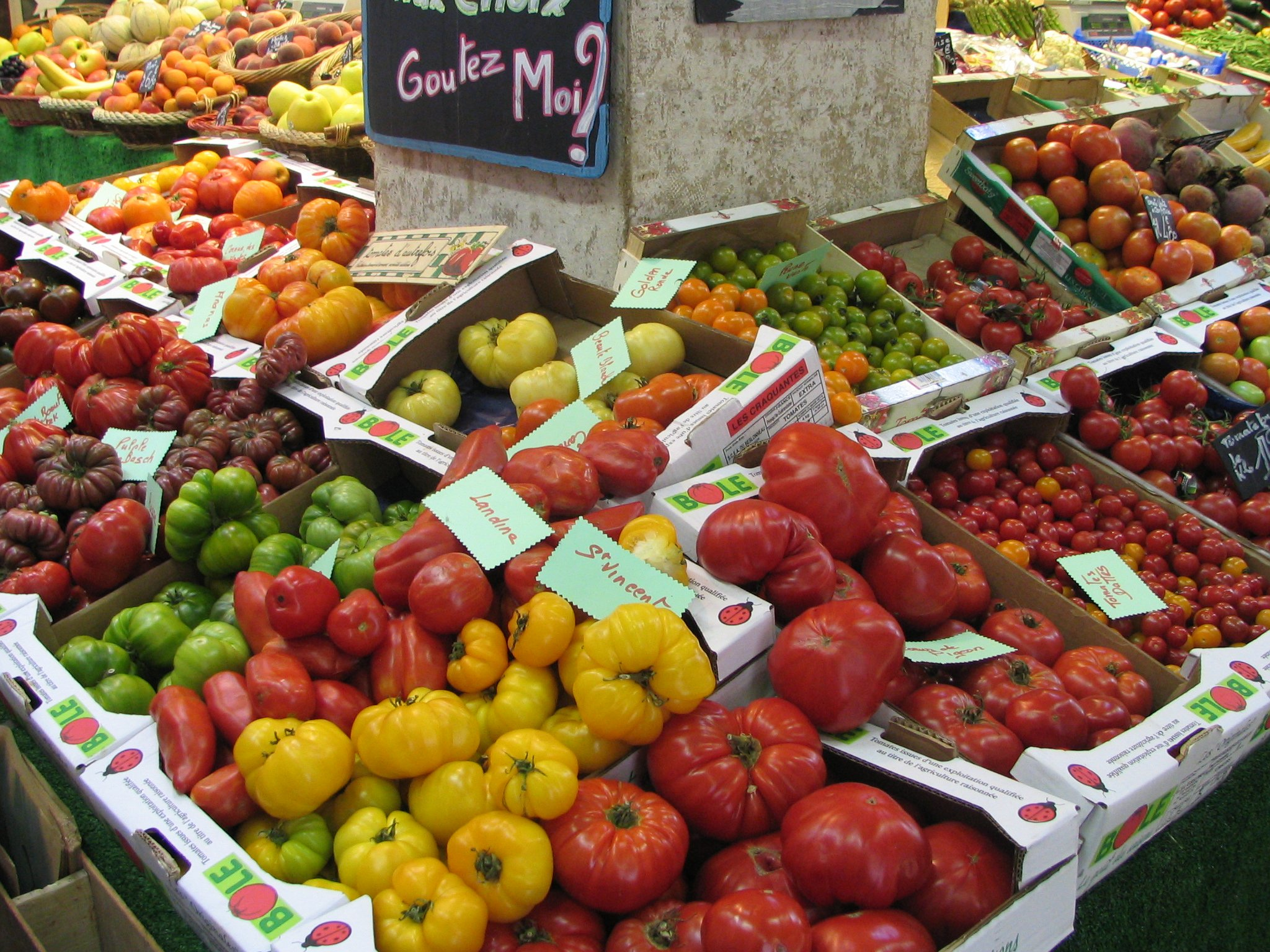
番茄的种类繁多

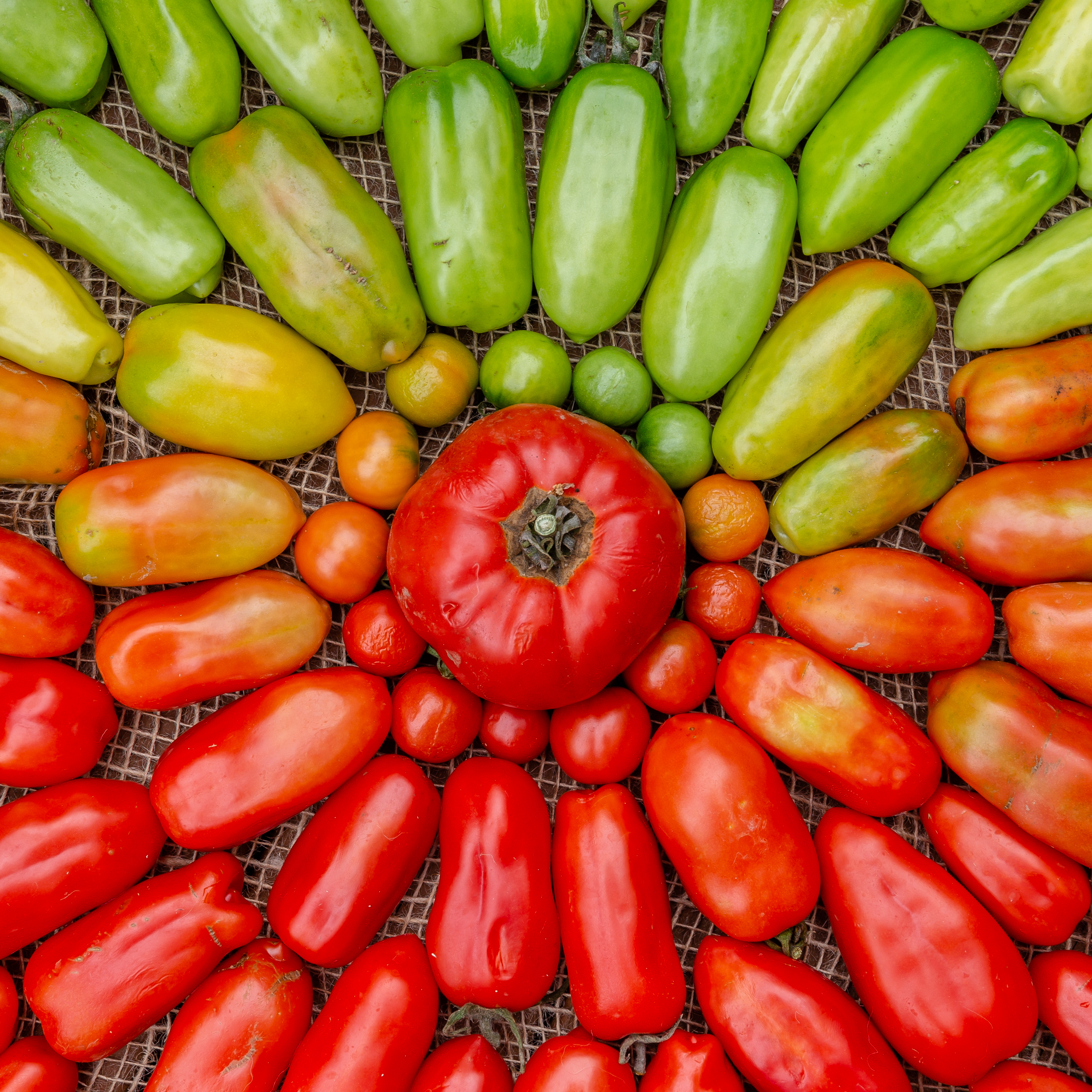
有机自种番茄

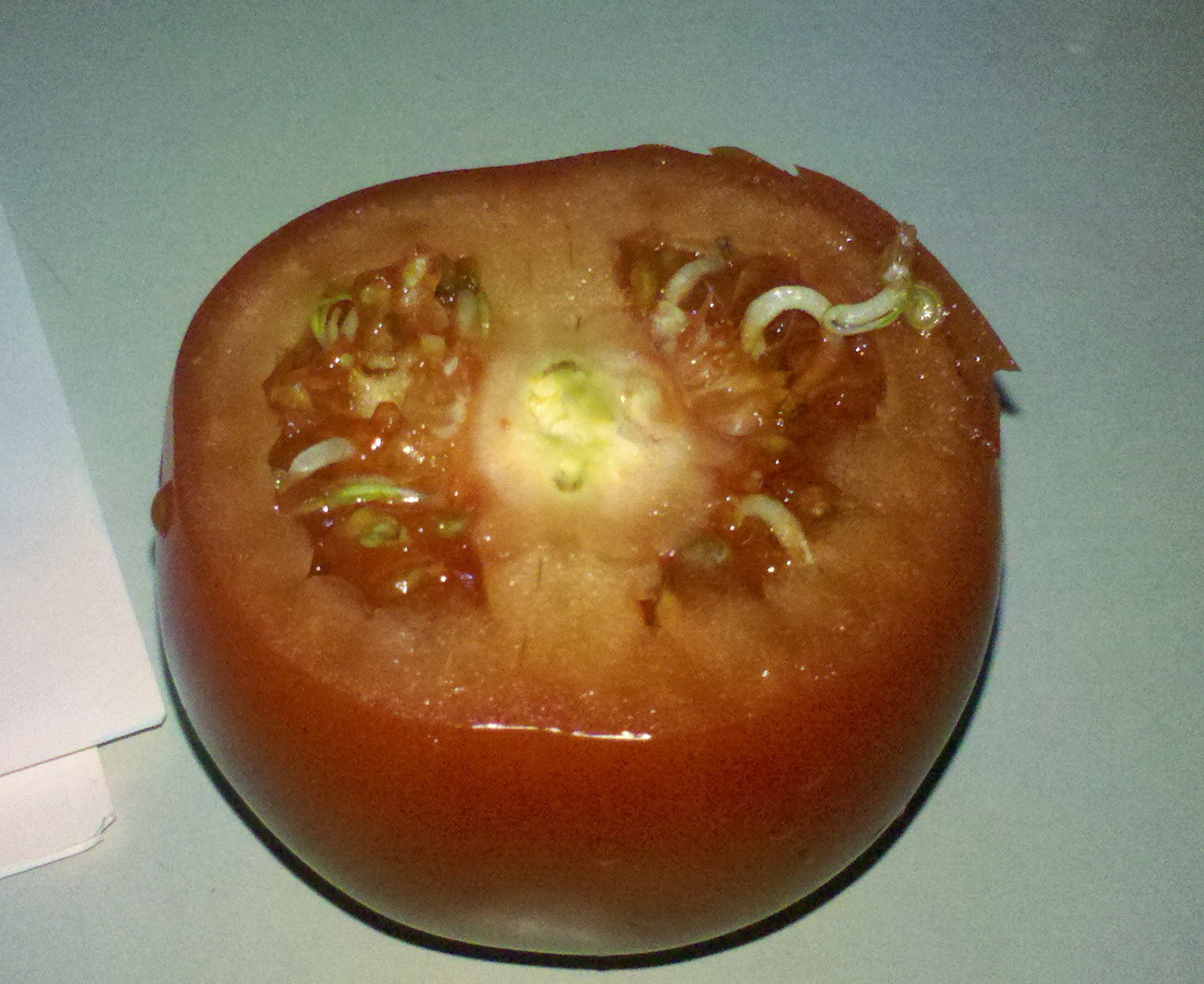
發芽中的番茄

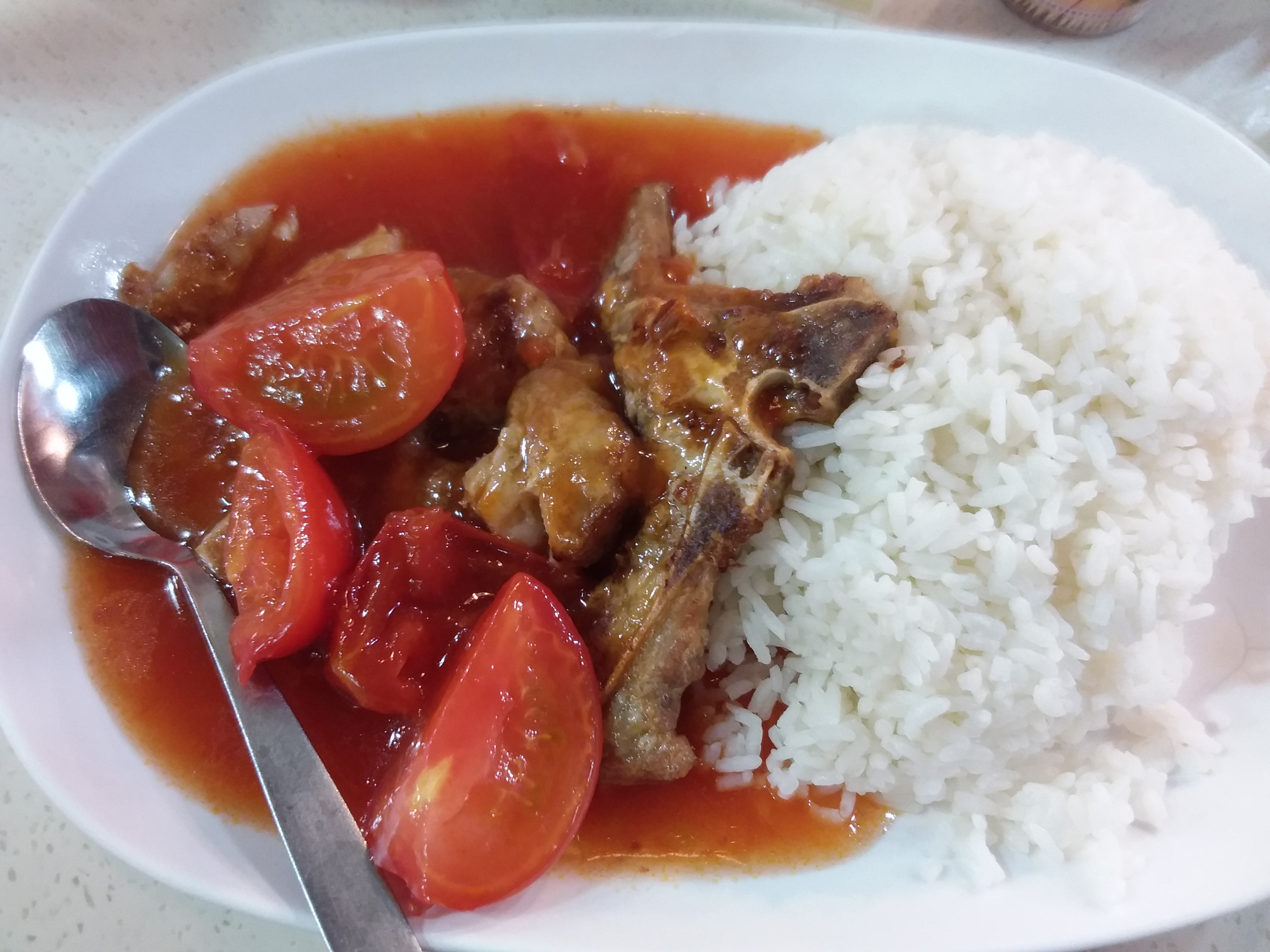
香港某茶餐廳的蕃茄豬排飯

一般種植番茄可分為三種用途：煮食用、鮮食用和加工用。
- 煮食用的番茄為：
  - 牛排番茄（可熟食亦可鮮食）
  - 桃太郎番茄（同牛番茄）
  - 黑柿番茄
- 鮮食用番茄基本上都是小果番茄：
  - 牛奶番茄
  - 聖女番茄
  - 金童番茄
  - 玉女番茄
  - 桃樂絲番茄
- 加工用番茄主要用來加工成各類食品的。

### 巨無霸蕃茄
英國《每日邮报》在2015年1月24日報導稱，美國與英國的科學家經過20年的研究，成功培育出了名為「Gigantomo」的巨無霸蕃茄，單個果實平均為1.5至2公斤左右。

## 食用

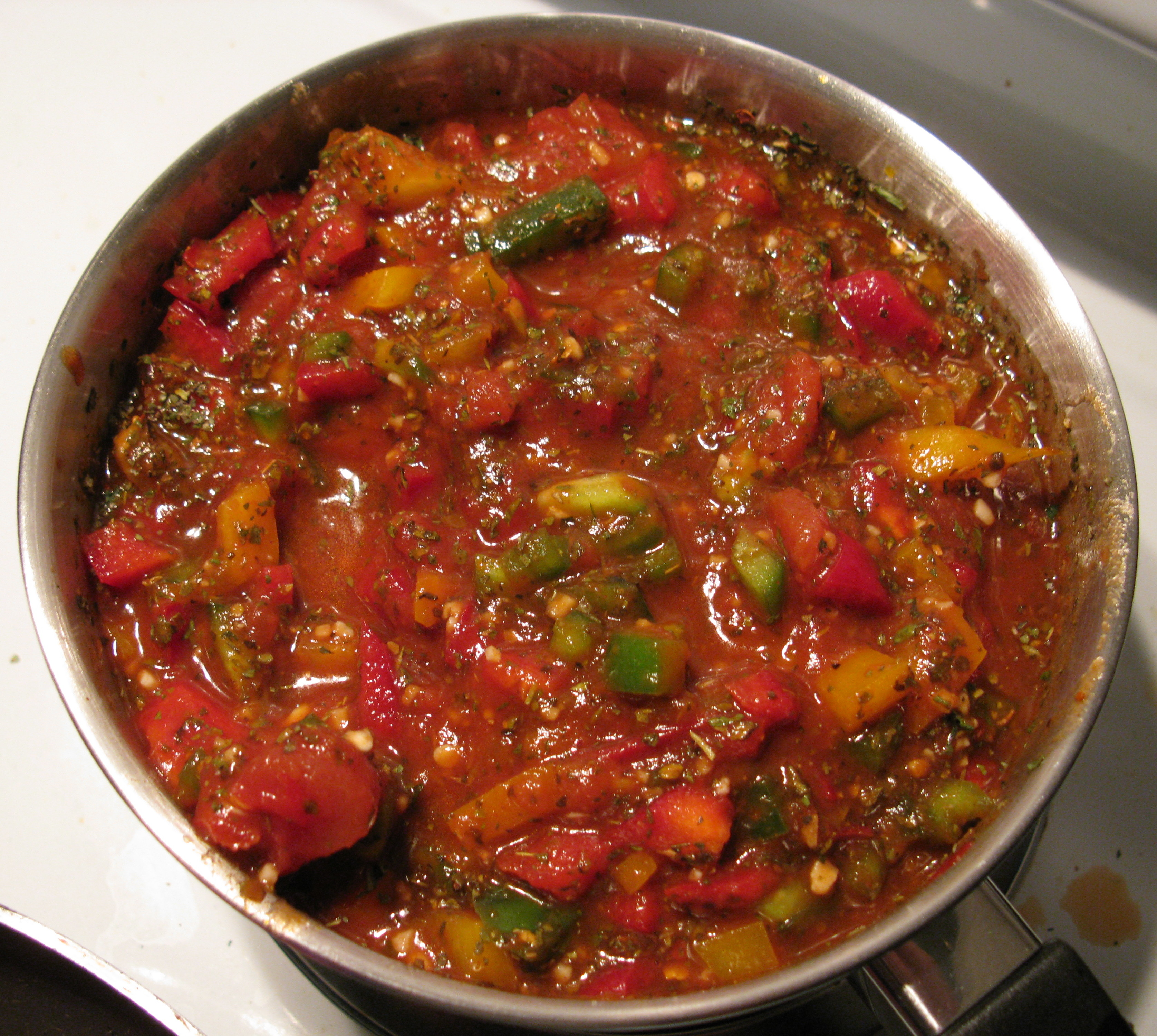
番茄沙司

现代农业种植的番茄品种经过筛选，其未熟果及叶中毒素少，主要作为蔬菜食用。由于内含酸性物质，番茄容易罐装保存，番茄酱、番茄汁、番茄沙司也是常见的加工製品。
番茄种子内含脂肪，可以提炼食用油，还含有糖份、有机酸和维生素等营养成分。番茄的主要甜味成份是葡萄糖和果糖，而酸味主要成分是柠檬酸和苹果酸。
红色番茄富含番茄红素與胡萝卜素；橙色番茄的番茄红素含量偏少，但胡萝卜素含量更高，口感偏甜，更适宜作为水果食用。
番茄更可烹饪出许多美味佳肴，最常见的有番茄炒蛋、番茄汤、番茄沙律、醋漬蕃茄等。
現代的大番茄（例如牛番茄）在定義上為蔬菜，而小番茄（例如玉女番茄和聖女番茄等品種）則為水果。

## 分布種植
2019年全世界生产番茄1.81亿吨，其中中国为6280万吨，印度1900万吨，土耳其1280万吨，分列前三位。

## 爭議
中國新疆由新疆再教育營所生產的蕃茄，被人權組織認定為強迫維吾爾族囚犯生產的「血番茄」，與2021年新疆棉花爭議事件有相同的爭議，近年更被發現有至義大利貼牌洗產地的問題。

## 注解

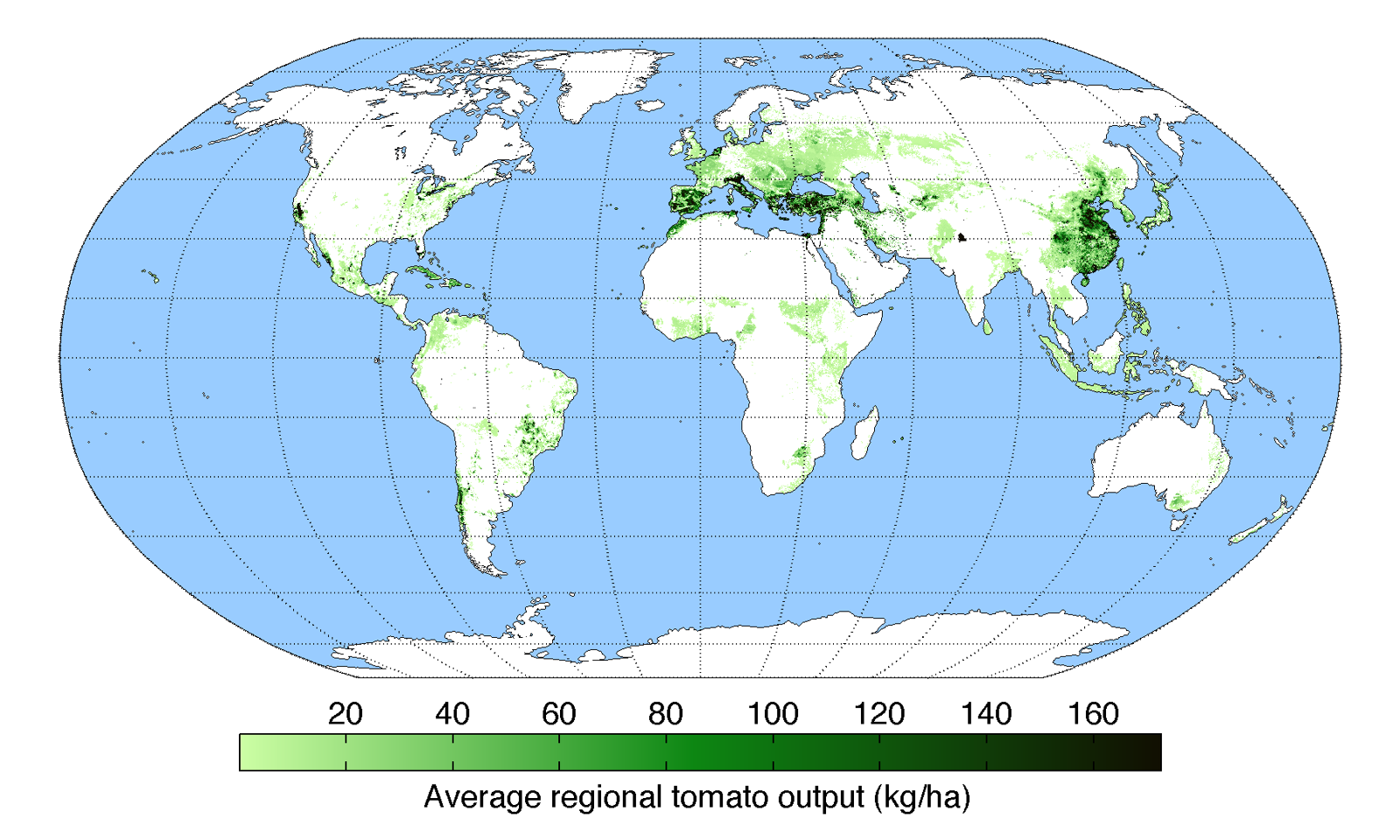
平均地區產量 (kg/英畝)

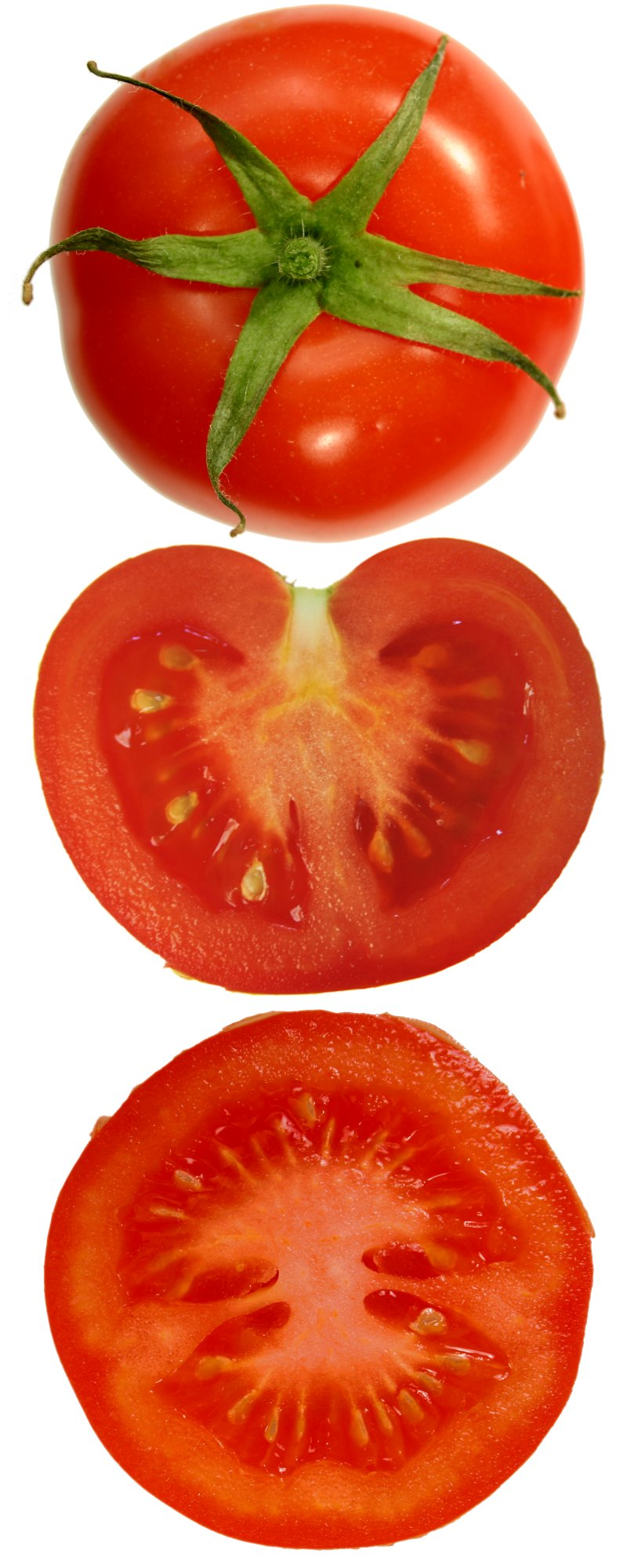
番茄果實與剖面圖

1. ↑  在香港、澳門、新加坡、馬來西亞經常採用蕃茄的寫法，而中國大陸、台灣[1]則使用番茄
2. ↑  原为“番茄属”（属名：Lycopersicon），后因分子遗传学的进步，又被併入茄属内。[2][3]而原番茄属现改成“番茄组”（Solanum sect. Lycopersicon）。
3. ↑  中華民國教育部修訂的《國語辭典》在「蕃」字條下云：“來自外國或外族的，通番，如蕃茄、蕃薯。”

## 外部連結
- 番茄 Fanqie （页面存档备份，存于） 藥用植物圖像資料庫 (香港浸會大學中醫藥學院) （繁體中文）（英文）
- 種植西紅柿
- 梅漬小番茄（页面存档备份，存于）